# Liste der Monuments historiques in Moustier-en-Fagne
Die Liste der Monuments historiques in Moustier-en-Fagne führt die Monuments historiques in der französischen Gemeinde Moustier-en-Fagne auf.

## Liste der Bauwerke
| Bezeichnung | Beschreibung | Standort | Kennzeichnung | Schutzstatus | Datum | Bild |
| ----------- | ------------ | -------- | ------------- | ------------ | ----- | ---- |
| Herrenhaus  |              | (Lage)   | PA00107760    | Inscrit      | 1934  |      |